# Sju år i Tibet
Sju år i Tibet (engelska: Seven Years in Tibet) är en film regisserad av Jean-Jacques Annaud från 1997.

## Handling
Filmen är baserad på en verklig händelse. Den österrikiska bergsklättraren Heinrich Harrer blir tillfångatagen under andra världskriget, när han bestiger Himalaya, men han lyckas rymma. Efter en lång flykt i Tibet träffar Harrer den fjortonde Dalai Lama, en bekantskap som kommer att förändra hans liv för alltid.

## Rollista, i urval
- Brad Pitt – Heinrich Harrer
- David Thewlis – Peter Aufschnaiter
- B.D. Wong – Ngabö Ngawang Jigme
- Mako – Kungo Tsarong
- Danny Denzongpa – Regent
- Victor Wong – amban (den kinesiske ståthållaren i Tibet)
- Ingeborga Dapkunaite – Ingrid Harrer
- Jamyang Jamtsho Wangchuk – Dalai Lama, 14 år

## Om filmen
Filmen fördömdes av den kinesiska regeringen, som anklagade filmen för att vara partisk och medvetet framställa Kina som "de onda", detta i kontrast till Dalai Lama och tibetanerna som framställs på ett mycket godare och positivare sätt. Filmen ledde till också till att diskussionerna om Tibets självständighet återigen blossade upp efter ett flertal års relativ tystnad i ämnet.
Filmen spelades till största delen in i Argentina, men ett flertal scener filmades också i  Nepal, Österrike och Kanada. 1999 erkände regissören Jean-Jacques Annaud att han inför inspelningen tillsammans med två personer ur filmteamet i hemlighet hade rest till Tibet och filmat omkring 20 minuters filmmaterial som visas i filmen.